# ВЭС Бакльеу
Ветроэлектростанция Бакльеу (вьет. Điện gió Bạc Liêu) — крупная ветроэлектростанция, расположенная в море у побережья южного Вьетнама в провинции Бакльеу.
Станция занимает 930 га в море и 11,2 на суше. ВЭС Бакльеу застрахована от снижения силы ветра в страховой компании MIC (MIlitary Insurance Corporation).
Строительство станции началось в 2010 году. После завершения второй фазы строительства в эксплуатацию введено 62 ветряных турбины общей мощностью 99 МВт с годовым объёмом производства электроэнергии около 320 млн. КВтч. Все 62 башни с турбинами расположены в море. Турбины мощностью около 1,6 МВт произведены General Electrics (GE) и установлены на конструкции из нержавеющей стали высотой в 80 м. Конструкция ротора рассчитана на автоматическую блокировку, чтобы избежать повреждений во время сильного шторма.
Завершение третьего этапа строительства предполагает довести общее число генераторов до 133, в результате чего общая установленная мощность составит 241,2 МВт.
Станция построена на морском шельфе, в местности со сложными геологическими условиями (большой толщиной мягких грунтов).
Значение станции для провинции Бакльеу нашло отражение в геральдике: изображение поля ветрогенераторов можно найти на эмблеме провинции.